# ビクトリー (オートバイ)

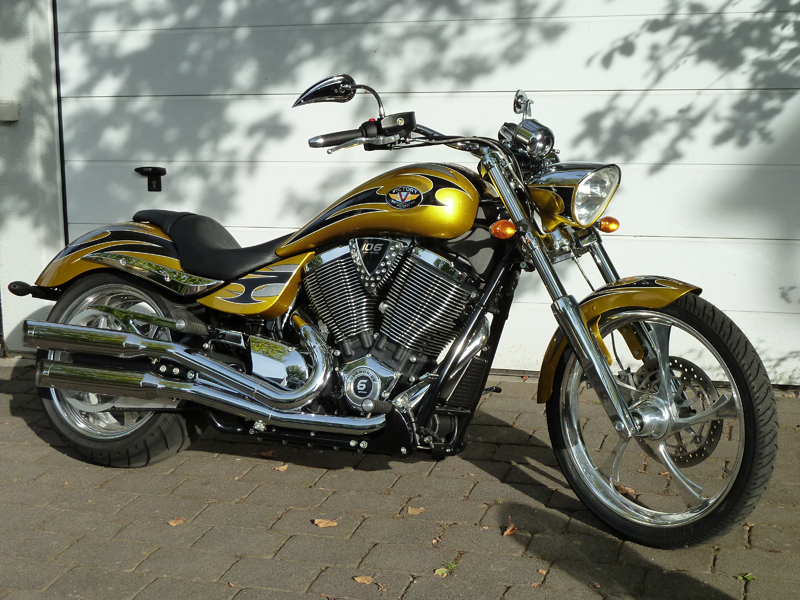
Victory Jackpot (2010)

ビクトリーモーターサイクルズまたはヴィクトリーモーターサイクルズ(Victory motorcycles)は、アメリカ合衆国ミネソタ州メディナに本社を置く、全米2位のオートバイ・ブランド。ヴィクトリーはパワースポーツ業界ではアメリカNo.1のシェアを持つメーカーポラリス・インダストリーズのモーターサイクル部門である。ハーレーダビッドソンのようなアメリカンスタイルだが、革新的なモダン・アメリカンを目指して開発&設計がされている。1998年7月4日にVictoryの第1号車両がラインオフし、2013年で生誕15周年を迎えた。
日本では、ホワイトハウスがポラリス社とパートナーシップを結び、ヴィクトリーモーターサイクルズの正規販売ディーラーとして2013年3月に東京モーターサイクルショーで2013年のラインナップを発表した。
2017年1月12日
ヴィクトリー・モーターサイクルズ輸入総代理店　株式会社ホワイトハウスオートモービルブランドから[ブランドの終了の発表]があり１８年の歴史に幕を閉じる。
なお今後10年間は補修用部品を供給し、規定のメーカー保証を継続する。

## モデル
- クロスロード・クラシック
- クロスカントリー
- クロスカントリー（ネスモデル）
- ベガス・8ボール
- ジャッジ
- ハイボール
- ハマーS
- ハマーSLE
- ハマー・8ボール
- ジャックポッド
- ボードウォーク
- ガンナー
- クロスカントリー・ツアー
- ビジョン・ツアー
- オクテイン